# Stop for a Minute
«Stop for a Minute» es un sencillo de la cantante alemana Sandra publicado en enero de 1988. 
La canción fue usada en un capítulo de la serie policial alemana Tatort titulado «Salü Palü», retransmitido por la televisión el 24 de enero de 1988. El capítulo estuvo localizado en Saarbrücken, ciudad natal de Sandra, donde la cantante aparecía en una escena ambientada en un club local en el cual se limitaba a interpretar la canción «Stop for a Minute». Fue la única aparición estelar de Sandra en esa serie, en la cual no interpretaba ningún personaje relevante. La mayoría de las escenas del video musical de «Stop for a Minute» fueron tomadas de dicho capítulo, considerado por la crítica como uno de los más flojos de la serie alemana.  
El sencillo fue producido por Michael Cretu, la letra fue escrita por Klaus Hirschburger, y su música fue compuesta por Michael Cretu. La carátula del sencillo fue diseñada por Mike Schmidt (Ink Studios) y la fotografía fue tomada por Dieter Eikelpoth.
Entró en el top 20 alemán el 11 de febrero de 1988, en donde permaneció durante cuatro semanas, de las cuales una estuvo en el puesto número 9.

## Sencillo
- Sencillo 7"

A: «Stop for a Minute» - 3:54
B: «Two Lovers Tonight» * - 3:45
- Sencillo 12"

A: «Stop for a Minute» (Extended Version) - 6:19
B1: «Two Lovers Tonight» * - 3:45
B2: «Stop for a Minute» (Single Version) - 4:05
(*) Tema producido por Michael Cretu y Armand Volker

## Posiciones
| País (1988) | Puesto alcanzado |
| ----------- | ---------------- |
| Alemania    | 9                |
| Israel      | 5                |
| Suecia      | 19               |
| Suiza       | 14               |

| Lista paneuropea (1988) | Puesto alcanzado |
| ----------------------- | ---------------- |
| Eurochart Hot 100       | 38               |